# Drapeau de Midi-Pyrénées
Le drapeau de Midi-Pyrénées comprend la croix occitane en jaune sur fond rouge. Il reprend le blason de l'ancienne province de Languedoc qui était hérité du comté de Toulouse.
C'est le même drapeau qui est utilisée par la ville de Toulouse sur son logotype ou par le Conseil régional du Languedoc-Roussillon à côté du drapeau catalan. Ce drapeau sert, en outre, à représenter l'ensemble de l'Occitanie.